# Yves Lamontagne
Pour les articles homonymes, voir Lamontagne.
Yves Lamontagne (né à Verdun le 10 octobre 1941) est un psychiatre québécois qui a été président du Collège des médecins du Québec de 1998 à 2010.

## Biographie
Après ses études en médecine, il travaille au Biafra comme responsable des camps des enfants mutilés de guerre. Peu après, il complète des études en psychiatrie à l'Institute of Psychiatry, du King's College de Londres.
Il enseigne ensuite à la Faculté de médecine de l'Université de Montréal, et agit comme président de l'Association des médecins psychiatres du Québec. Il a fondé le Centre de recherche Fernand-Seguin de l'Hôpital Louis-Hippolyte-Lafontaine. Il a aussi fondé en 1980 la Fondation des maladies mentales, aujourd’hui Fondation Jeunes en Tête.
Il a écrit près de 200 articles de nature médicale, tant au Canada, aux États-Unis qu'en Europe. Il est aussi l'auteur de 29 livres.

## Honneurs
- 1989 : Membre de l'Ordre du Canada[4]
- 1996 : Chevalier de l'Ordre national du Québec[1]
- 2000 : Prix d'excellence de l'Association des médecins psychiatres du Québec[1]
- 2001 : Médaille du Mérite de l'Association des médecins de langue française du Canada[1]
- 2004 : Grand Montréalais dans le secteur social[1]
- 2005 : Prix Prestige de l'Association médicale du Québec[1]
- 2008 : Médaille de l’Ordre du mérite de l’Association des diplômés de l’Université de Montréal[3]